# Tiro (Ohio)
Pour les articles homonymes, voir Tiro.
Tiro est un village américain situé dans le comté de Crawford, dans l’Ohio. Selon le recensement de 2010, sa population est de 280 habitants.